# 1984年夏季残疾人奥林匹克运动会意大利代表团
1984年夏季残疾人奥林匹克运动会意大利代表团是意大利派出的1984年夏季残疾人奥林匹克运动会代表团。获得9枚金牌、19枚银牌和14枚铜牌。